# Auxêncio de Milão
Auxêncio de Milão, morto 374, teólogo ariano, sacerdote de Alexandria 343-355  e mais tarde bispo de Milão.  Ambrósio elogiou-o por suas habilidades em retórica, mas também afirmou que ele era "pior do que um judeu."  Ele não deve ser confundido com São Auxêncio de Mopsuéstia (m. 360), um dos primeiros mártires do cristianismo e santo no Ortodoxia Oriental e da Igreja Católica Romana ou São Auxêncio da Bitínia, um eremita que foi absolvido de heresia no Concílio de Calcedônia, e, como ele, santos na Ortodoxia Oriental e no Catolicismo Romano.

## Vida
Auxêncio era natural da Capadócia, foi ordenado padre em 343 por Gregório da Capadócia, o bispo ariano de Alexandria. De acordo com seu adversário Atanásio de Alexandria, Auxêncio era "...ignorante em latim e inábil em tudo, exceto na impiedade ".
O período histórico em que viveu Auxêncio foi marcado pela luta entre os arianos e os defensores da fé do Concílio de Niceia. Quando Constâncio II depôs os bispos ortodoxos bispos que se recusaram a assinar a condenação de Atanásio de Alexandria e assinar a profissão de fé anti-nicena, após o Concílio de Milão, em 355. Pouco tempo depois, por intervenção dos bispos arianos e, como favorecido da imperatriz Justina, foi um dos instalados, para ocupar o lugar do bispo Dionísio na diocese de Milão. Auxêncio chegou a ser considerado como um  grande adversário da doutrina Nicena no Ocidente. 
Em 359 Auxêncio desempenhou um papel relevante no Concílio de Rimini, que apoiou os semi-arianos doutrina estabelecida no Concílio de Sirmio de 351. Auxêncio foi deixado imperturbável em sua diocese, depois da morte de Constâncio "pelo imperador pagão Juliano, o Apóstata (morto em 363).
Sob as seguintes imperadores cristãos, Joviano e Valentiniano I,   houve muitas tentativas, infrutíferas, dos defensores da fé de Niceia para depor Auxêncio. Mas sua doutrina teológica passou a ser amplamente atacada e, em 364 Hilário de Poitiers.  em uma disputa, realizada em Milão, por ordem do imperador Valentiniano I. Sua submissão era apenas aparente, no entanto, e ele permaneceu poderoso o suficiente para obrigar a saída de Hilário de Milão. Também Eusébio de Vercelli e Atanásio de Alexandria tentaram obter a deposição de Auxêncio, mas sem sucesso. Ele se tornou tão proeminente que teve seu nome mencionado especificamente no decreto de condenação adotado pelo Concílio de Roma, em 369, que o pontífice Dâmaso I, então bispo de Roma, por iniciativa de Atanásio, convocara em defesa da doutrina Nicena. 
A política de Valentiniano, embora niceno, não se envolve em questões religiosas. Tolerante ele permite a permanência dos quatro únicos bispos arianos no ocidente: Auxêncio, Valente de Mursa, Ursácio de Singiduno e Germínio de Sirmione. 
Em 372 o papa Dâmaso I convocou em Roma um sínodo que condenou explicitamente Auxêncio como herege. Auxêncio, porém, permaneceu em Milão até sua morte em 374, mesmo que o padre niceno Filastro (mais tarde bispo de Bréscia ) tenha vindo à Milão, em apoio à população católica. Auxêncio foi sucedido pelo Niceno Ambrósio. A principal fonte de informações sobre a vida de Auxêncio é o Liber contra Auxentium constante da biblioteca da Ordem beneditina, escrito por Hilário de Poitiers.